# María Fernanda Cuartas
María Fernanda Cuartas (Bogotá, 8 de septiembre de 1967) es una pintora colombiana. Se centra en la problemática social, la equidad de género y la dignidad de la mujer. 
Ha sido incluida en el libro de los 100 artistas contemporáneos más importantes del mundo en dos ocasiones por la Biblioteca de Artistas de las Comunidades Europeas, en los periodos 2007-2010 y 2010-2013. Su obra también hace parte del libro de oro de la Biblioteca de Artistas del Museo de las Américas, 30 Selected Contemporary International Artist. En 2011 y 2012 fue incluida por la revista Art in América en la guía de artistas más importantes del mundo.

## Trayectoria
Ha realizado exposiciones en Estados Unidos; "Latin Art Museum", "Museum of The Américas" "LuminArt Gallery", "Fall Gallery Walk", "Milan Gallery", Europa, "Museo de Moya"-Viena, Austria, entre otros, y Sur América, Museo de Avellaneda en Buenos Aires, Argentina, Galería "Casa Cuadrada"-Bogotá, Colombia-, Banco de la República, Cali, Colombia. Ha participado en ferias de arte: "Art Dubai" en Dubái y "Art Santa Fe" en México. 

## Obras
- Amorfos y Abstractos - 2000
- Las Aldeanas - 2003
- Las Cortesanas - 2004
- La Dispareja - 2007
- Un Día Gris - 2008
- Un día en la vida de Raquel - 2010[3]
- La Madre Historia es Mujer - 2013
- Otras Meninas  2013

## Premios
- Show Art d´ Estiu de Catalunya - Barcelona - España - 2010 y 2013
- Eurolatin University - Miami - USA- 2010
- Museum of the Americas- Doral- USA - 2013

## Condecoraciones
- Condecorada por la Gobernación del Valle del Cauca, Colombia con la Orden "Ciudades Confederadas" en el grado Cruz Oficial.
- Condecorada por la Cámara de Representantes del Congreso de la República de Colombia con la "Orden a la Democracia Simón Bolívar" en el grado Cruz Oficial.